# 2013年の映画
2013年の映画（2013ねんのえいが）では、2013年（平成25年）の映画分野の出来事（動向）について記述する。
2012年の映画 - 2013年の映画 - 2014年の映画

## 出来事

### 世界
- 1月13日 - 第70回ゴールデングローブ賞授賞式が行われ、ドラマ部門で『アルゴ』が、ミュージカル・コメディ部門で『レ・ミゼラブル』が作品賞を受賞した[1]。
- 1月27日 - 第19回全米映画俳優組合賞の結果が発表され、『アルゴ』がキャスト賞を受賞した[2]。
- 2月7日 - 17日 - 第63回ベルリン国際映画祭が開催され、ルーマニア映画『私の、息子』が金熊賞を受賞した[3]。
- 2月10日 - 第66回英国アカデミー賞の結果が発表され、『アルゴ』が作品賞を受賞した[4]。
- 2月24日 - 第85回アカデミー賞の結果が発表され、『アルゴ』が作品賞を受賞した[5]。
- 4月27日 - 29日・5月3日 - 6日 - 「イタリア映画祭2013」、東京・有楽町朝日ホールにて開催[6]。
- 5月15日 - 5月26日 - 第66回カンヌ国際映画祭が開催され、フランス映画の『アデル、ブルーは熱い色』がパルム・ドールを受賞した。
- 6月22日 - 6月29日 - 第35回モスクワ国際映画祭が開催された。
- 8月22日 - 9月3日 - 第37回モントリオール世界映画祭が開催された。
- 8月28日 - 9月7日 - 第70回ヴェネツィア国際映画祭が開催され、イタリア・フランス映画の『ローマ環状線、めぐりゆく人生たち』が金獅子賞を受賞した。

### 日本
- 1月15日 - 『戦場のメリークリスマス』や『御法度』の監督でテレビ番組のコメンテーターとしても活躍した大島渚が死去（80歳没）[7]。
- 2月7日 - 第67回毎日映画コンクールの表彰式が川崎市のチネチッタで行われ、『終の信託』が日本映画大賞を受賞した[8]。
- 2月10日 - 第86回キネマ旬報ベスト・テンの授賞式が行われ、日本映画作品賞は『かぞくのくに』、外国映画作品賞は『ニーチェの馬』がそれぞれ受賞した[9]。
- 2月14日 - 第55回ブルーリボン賞の授賞式が東京・イイノホールで行われ、作品賞は『かぞくのくに』が受賞した.
- 2月21日 - 2月25日 - ゆうばり国際ファンタスティック映画祭2013が開催され、オフシアター・コンペティション部門のグランプリに「暗闇から手をのばせ」が選ばれた[10]。
- 2月25日 - 2013年秋に公開予定だった日中合作映画『一九〇五』（監督：黒沢清、主演：トニー・レオン）が、製作会社のプレノン・アッシュが2月20日に東京地方裁判所から破産手続き開始決定を受けたことにより、製作中止が決定。尖閣諸島問題が理由とみられる[11]。
- 3月8日 - 第36回日本アカデミー賞の結果が発表され、『桐島、部活やめるってよ』が最優秀作品賞を受賞した[12]。
- 3月22日 - アニメ映画『映画ドラえもん のび太のひみつ道具博物館(ミュージアム)』が公開14日目にして累計動員数が1億人を突破。これで『映画ドラえもん』シリーズが東宝でのこれまでの記録である『ゴジラ』シリーズ全28作を抜く1億人突破となった[13]。
- 9月1日 - 宮崎駿が『風立ちぬ』を最後に長編アニメーション映画の製作から引退する事をスタジオジブリ社長星野康二が発表[14]。
- 9月14日 - 9月20日 - 第35回ぴあフィルムフェスティバル(PFF)が渋谷シネクイントで開催された。
- 10月15日 - 絵本作家の中川李枝子と山脇百合子が第61回菊池寛賞を受賞。
- 10月17日 - 10月25日 - 第26回東京国際映画祭（TIFF）が開催され、『ウィ・アー・ザ・ベスト!』が東京 サクラ グランプリを受賞した。

## 周年
- 創立90周年
  - ウォルト・ディズニー・カンパニー

## 全世界興行収入ランキング
全世界のランキング
| 順位 | タイトル                        | スタジオ                                                                | 興行収入       |
| ---- | ------------------------------- | ----------------------------------------------------------------------- | -------------- |
| 1    | アナと雪の女王                  | ウォルト・ディズニー・ピクチャーズ                                      | $1,277,152,791 |
| 2    | アイアンマン3                   | マーベル・スタジオズ                                                    | $1,215,439,994 |
| 3    | 怪盗グルーのミニオン危機一発    | ユニバーサル・ピクチャーズ / イルミネーション・エンターテインメント     | $970,761,885   |
| 4    | ホビット 竜に奪われた王国       | ワーナー・ブラザース / ニュー・ライン・シネマ / MGM                     | $960,366,855   |
| 5    | ハンガー・ゲーム2               | ライオンズゲート                                                        | $864,912,963   |
| 6    | ワイルド・スピード EURO MISSION | ユニバーサル・ピクチャーズ                                              | $788,679,850   |
| 7    | モンスターズ・ユニバーシティ    | ウォルト・ディズニー・ピクチャーズ / ピクサー・アニメーション・スタジオ | $743,559,607   |
| 8    | ゼロ・グラビティ                | ワーナー・ブラザース                                                    | $716,392,705   |
| 9    | マン・オブ・スティール          | ワーナー・ブラザース / レジェンダリー・ピクチャーズ                     | $668,045,518   |
| 10   | マイティ・ソー/ダーク・ワールド | マーベル・スタジオズ                                                    | $644,783,140   |

出典:“2013 Worldwide Box Office Results”.  Box Office Mojo. 2015年12月27日閲覧。

## 各大陸、各国ランキング

### 北米興行収入ランキング
| 順位 | 題名                            | スタジオ                                                                | 興行収入     |
| ---- | ------------------------------- | ----------------------------------------------------------------------- | ------------ |
| 1    | ハンガー・ゲーム2               | ライオンズゲート                                                        | $424,668,047 |
| 2    | アイアンマン3                   | マーベル・スタジオズ                                                    | $409,013,994 |
| 3    | アナと雪の女王                  | ウォルト・ディズニー・ピクチャーズ                                      | $400,738,009 |
| 4    | 怪盗グルーのミニオン危機一発    | ユニバーサル・ピクチャーズ / イルミネーション・エンターテインメント     | $368,061,265 |
| 5    | マン・オブ・スティール          | ワーナー・ブラザース / レジェンダリー・ピクチャーズ                     | $291,045,518 |
| 6    | ゼロ・グラビティ                | ワーナー・ブラザース                                                    | $274,092,705 |
| 7    | モンスターズ・ユニバーシティ    | ウォルト・ディズニー・ピクチャーズ / ピクサー・アニメーション・スタジオ | $268,492,764 |
| 8    | ホビット 竜に奪われた王国       | ワーナー・ブラザース / ニュー・ライン・シネマ / MGM                     | $258,366,855 |
| 9    | ワイルド・スピード EURO MISSION | ユニバーサル・ピクチャーズ                                              | $238,679,850 |
| 10   | オズ はじまりの戦い             | ウォルト・ディズニー・ピクチャーズ                                      | $234,911,825 |

出典:“2013 Domestic Yearly Box Office Results”.  Box Office Mojo. 2015年12月29日閲覧。

### 日本興行収入ランキング
| 順位 | 題名                                | 製作国                            | 配給       | 興行収入  |
| ---- | ----------------------------------- | --------------------------------- | ---------- | --------- |
| 1    | 風立ちぬ                            | 日本の旗                          | 東宝       | 120.2億円 |
| 2    | モンスターズ・ユニバーシティ        | アメリカ合衆国の旗                | ディズニー | 089.6億円 |
| 3    | ONE PIECE FILM Z                    | 日本の旗                          | 東映       | 068.7億円 |
| 4    | レ・ミゼラブル                      | イギリスの旗 · アメリカ合衆国の旗 | 東宝東和   | 058.9億円 |
| 5    | テッド                              | アメリカ合衆国の旗                | 東宝東和   | 042.3億円 |
| 6    | ドラえもん のび太のひみつ道具博物館 | 日本の旗                          | 東宝       | 039.8億円 |
| 7    | 名探偵コナン 絶海の探偵             | 日本の旗                          | 東宝       | 036.3億円 |
| 8    | 真夏の方程式                        | 日本の旗                          | 東宝       | 033.1億円 |
| 9    | 謎解きはディナーのあとで            | 日本の旗                          | 東宝       | 032.5億円 |
| 10   | そして父になる                      | 日本の旗                          | ギャガ     | 032.0億円 |

出典:2013年興行収入10億円以上番組 (PDF)  - 日本映画製作者連盟

## 日本の映画興行
- 入場者数 1億5589万人[15]
- 興行収入 1942億3700万円[15]

| 配給会社 | 番組数 | 年間興行収入  | 前年対比 | 備考 |
| -------- | ------ | ------------- | -------- | --- |
| 松竹     | 19     | 098億0301万円 | 132.1%   | 高い興行収入の番組は『東京家族』を除くと他社が関わる映画。（日活『クロユリ団地』、アスミック・エース『舟を編む』・『大奥～永遠～［右衛門佐・綱吉篇］』） |
| 東宝     | 29     | 673億2289万円 | 090.8%   | 東宝歴代4位の年間興行収入 |
| 東映     | 21     | 168億1839万円 | 095.9%   | 微減。興収10億円以上の番組は『相棒シリーズ X DAY』を除くとアニメと特撮・戦隊もの。                                                                       |

出典:「2013年 日本映画・外国映画 業界総決算」『キネマ旬報』2014年（平成26年）2月下旬号、キネマ旬報社、2014年、197 - 199頁。

## 受賞

### 主要映画賞
| カテゴリー/主催 | 第71回ゴールデングローブ賞 2014年1月12日                     | 第71回ゴールデングローブ賞 2014年1月12日                      | 第19回クリティクス・チョイス・アワード 2014年1月16日 | 第20回全米映画俳優組合賞 2014年1月18日            | 第67回英国アカデミー賞 2014年2月16日                              | 第86回アカデミー賞 2014年3月2日                   |
| カテゴリー/主催 | ドラマ                                                       | ミュージカル/コメディ                                         | 第19回クリティクス・チョイス・アワード 2014年1月16日 | 第20回全米映画俳優組合賞 2014年1月18日            | 第67回英国アカデミー賞 2014年2月16日                              | 第86回アカデミー賞 2014年3月2日                   |
| --------------- | ------------------------------------------------------------ | ------------------------------------------------------------- | ---------------------------------------------------- | ------------------------------------------------- | ----------------------------------------------------------------- | ------------------------------------------------- |
| 作品賞          | 『それでも夜は明ける』                                       | 『アメリカン・ハッスル』                                      | 『それでも夜は明ける』                               | N/A                                               | 『それでも夜は明ける』                                            | 『それでも夜は明ける』                            |
| 監督賞          | アルフォンソ・キュアロン 『ゼロ・グラビティ』                | アルフォンソ・キュアロン 『ゼロ・グラビティ』                 | アルフォンソ・キュアロン 『ゼロ・グラビティ』        | N/A                                               | アルフォンソ・キュアロン 『ゼロ・グラビティ』                     | アルフォンソ・キュアロン 『ゼロ・グラビティ』     |
| 主演男優賞      | マシュー・マコノヒー 『ダラス・バイヤーズクラブ』            | レオナルド・ディカプリオ 『ウルフ・オブ・ウォールストリート』 | マシュー・マコノヒー 『ダラス・バイヤーズクラブ』    | マシュー・マコノヒー 『ダラス・バイヤーズクラブ』 | キウェテル・イジョフォー 『それでも夜は明ける』                   | マシュー・マコノヒー 『ダラス・バイヤーズクラブ』 |
| 主演女優賞      | ケイト・ブランシェット 『ブルージャスミン』                  | エイミー・アダムス 『アメリカン・ハッスル』                   | ケイト・ブランシェット 『ブルージャスミン』          | ケイト・ブランシェット 『ブルージャスミン』       | ケイト・ブランシェット 『ブルージャスミン』                       | ケイト・ブランシェット 『ブルージャスミン』       |
| 助演男優賞      | ジャレッド・レト 『ダラス・バイヤーズクラブ』                | ジャレッド・レト 『ダラス・バイヤーズクラブ』                 | ジャレッド・レト 『ダラス・バイヤーズクラブ』        | ジャレッド・レト 『ダラス・バイヤーズクラブ』     | バーカッド・アブディ 『キャプテン・フィリップス』                 | ジャレッド・レト 『ダラス・バイヤーズクラブ』     |
| 助演女優賞      | ジェニファー・ローレンス 『アメリカン・ハッスル』            | ジェニファー・ローレンス 『アメリカン・ハッスル』             | ルピタ・ニョンゴ 『それでも夜は明ける』              | ルピタ・ニョンゴ 『それでも夜は明ける』           | ジェニファー・ローレンス 『アメリカン・ハッスル』                 | ルピタ・ニョンゴ 『それでも夜は明ける』           |
| 脚色賞          | スパイク・ジョーンズ 『her/世界でひとつの彼女』              | スパイク・ジョーンズ 『her/世界でひとつの彼女』               | ジョン・リドリー 『それでも夜は明ける』              | N/A                                               | スティーヴ・クーガン、ジェフ・ポープ 『あなたを抱きしめる日まで』 | ジョン・リドリー 『それでも夜は明ける』           |
| 脚本賞          | スパイク・ジョーンズ 『her/世界でひとつの彼女』              | スパイク・ジョーンズ 『her/世界でひとつの彼女』               | スパイク・ジョーンズ 『her/世界でひとつの彼女』      | N/A                                               | デヴィッド・O・ラッセル 『アメリカン・ハッスル』                  | スパイク・ジョーンズ 『her/世界でひとつの彼女』   |
| アニメ映画賞    | 『アナと雪の女王』                                           | 『アナと雪の女王』                                            | 『アナと雪の女王』                                   | N/A                                               | 『アナと雪の女王』                                                | 『アナと雪の女王』                                |
| 作曲賞          | 『オール・イズ・ロスト 〜最後の手紙〜』 アレックス・エバート | 『オール・イズ・ロスト 〜最後の手紙〜』 アレックス・エバート  | 『ゼロ・グラビティ』 スティーヴン・プライス          | N/A                                               | 『ゼロ・グラビティ』 スティーヴン・プライス                       | 『ゼロ・グラビティ』 スティーヴン・プライス       |
| 歌曲賞          | 『オーディナリー・ラヴ』 『マンデラ 自由への長い道』         | 『オーディナリー・ラヴ』 『マンデラ 自由への長い道』          | 『レット・イット・ゴー』 『アナと雪の女王』          | N/A                                               | N/A                                                               | 『レット・イット・ゴー』 『アナと雪の女王』       |
| 外国語映画賞    | 『グレート・ビューティー/追憶のローマ』                      | 『グレート・ビューティー/追憶のローマ』                       | 『アデル、ブルーは熱い色』                           | N/A                                               | 『グレート・ビューティー/追憶のローマ』                           | 『グレート・ビューティー/追憶のローマ』           |

- 第79回ニューヨーク映画批評家協会賞
  - 作品賞: 『アメリカン・ハッスル』

- 第37回日本アカデミー賞
  - 最優秀作品賞 - 『舟を編む』
  - 最優秀監督賞 - 石井裕也（『舟を編む』）
  - 最優秀主演男優賞 - 松田龍平（『舟を編む』）
  - 最優秀主演女優賞 - 真木よう子（『さよなら渓谷』）

- 第56回ブルーリボン賞
  - 作品賞 - 『横道世之介』
  - 主演男優賞 - 高良健吾（『横道世之介』）
  - 主演女優賞 - 貫地谷しほり（『くちづけ』）
  - 監督賞 - 大森立嗣（『ぼっちゃん』『さよなら渓谷』）

- 第87回キネマ旬報ベスト・テン
  - 外国映画第1位 - 『愛、アムール』
  - 日本映画第1位 -  『ペコロスの母に会いに行く』

- 第68回毎日映画コンクール
  - 日本映画大賞 - 『舟を編む』

### 主要映画祭
- 第70回ヴェネツィア国際映画祭
  - 金獅子賞: 『ローマ環状線、めぐりゆく人生たち』（ジャンフランコ・ロージ監督）
  - 銀獅子賞（監督賞）: アレクサンドロス・アブラナス（『Miss Violence』）
  - 男優賞: テミス・パヌ（『Miss Violence』）
  - 女優賞: エレナ・コッタ（『Via Castellana Bandiera』）

- 第66回カンヌ国際映画祭
  - パルム・ドール: 『アデル、ブルーは熱い色』（アブデラティフ・ケシシュ監督）
  - グランプリ: 『インサイド・ルーウィン・デイヴィス 名もなき男の歌』（ジョエル&イーサン・コーエン監督）
  - 審査員賞: 『そして父になる』（是枝裕和監督）
  - 男優賞: ブルース・ダーン（『ネブラスカ ふたつの心をつなぐ旅』）
  - 女優賞: ベレニス・ベジョ（『ある過去の行方』）
  - 監督賞: アマト・エスカランテ（『エリ』）
  - 脚本賞: ジャ・ジャンクー（『天註定』）

- 第63回ベルリン国際映画祭[3]
  - 金熊賞: 『私の、息子』（カリン・ピーター・ネッツァー監督）
  - 銀熊賞（審査員グランプリ）: 『鉄くず拾いの物語』（ダニス・タノヴィッチ監督）
  - 銀熊賞（監督賞）: デヴィッド・ゴードン・グリーン（『セルフィッシュ・サマー』）
  - 銀熊賞（男優賞）: ナジフ・ムジッチ（『鉄くず拾いの物語』）
  - 銀熊賞（女優賞）: パウリナ・ガルシア（『グロリアの青春』）

## 死去
| 日付 | 日付 | 名前                               | 出身国               | 年齢 | 職業                           |
| 1月  | 7日  | デヴィッド・エリス                 | アメリカ合衆国の旗   | 60   | 映画監督                       |
| 1月  | 15日 | 大島渚                             | 日本の旗             | 80   | 映画監督                       |
| 1月  | 21日 | マイケル・ウィナー                 | イギリスの旗         | 77   | 映画監督・映画プロデューサー   |
| 1月  | 25日 | ロイド・フィリップス               | ニュージーランドの旗 | 63   | 映画プロデューサー             |
| 1月  | 26日 | 亀山助清                           | 日本の旗             | 58   | 俳優・声優                     |
| 1月  | 28日 | 井上昭文                           | 日本の旗             | 85   | 俳優                           |
| 2月  | 3日  | 十二代市川團十郎                   | 日本の旗             | 66   | 歌舞伎俳優                     |
| 2月  | 9日  | 高野悦子                           | 日本の旗             | 83   | 映画運動家                     |
| 2月  | 14日 | 本郷功次郎                         | 日本の旗             | 74   | 俳優                           |
| 2月  | 17日 | リチャード・ブライアーズ           | イギリスの旗         | 79   | 俳優                           |
| 2月  | 18日 | 本多知恵子                         | 日本の旗             | 49   | 声優                           |
| 2月  | 22日 | 光本幸子                           | 日本の旗             | 69   | 女優                           |
| 3月  | 7日  | ダミアーノ・ダミアーニ             | イタリアの旗         | 90   | 映画監督・脚本家               |
| 3月  | 30日 | ブライアン・アックランド＝スノウ   | イギリスの旗         | 72   | 美術監督                       |
| 4月  | 2日  | ジェス・フランコ                   | スペインの旗         | 82   | 映画監督・脚本家               |
| 4月  | 3日  | ルース・プラワー・ジャブヴァーラ   | ドイツ国の旗         | 85   | 脚本家                         |
| 4月  | 4日  | ロジャー・イーバート               | アメリカ合衆国の旗   | 70   | 映画評論家                     |
| 4月  | 11日 | 西沢利明                           | 日本の旗             | 77   | 俳優                           |
| 4月  | 14日 | 三國連太郎                         | 日本の旗             | 90   | 俳優                           |
| 5月  | 4日  | 岩佐寿弥                           | 日本の旗             | 78   | ドキュメンタリー映画監督       |
| 5月  | 7日  | 間部耕苹                           | 日本の旗             | 79   | 日本テレビ相談役               |
| 5月  | 7日  | レイ・ハリーハウゼン               | アメリカ合衆国の旗   | 92   | 特撮映画監督                   |
| 5月  | 8日  | ブライアン・フォーブス             | イギリスの旗         | 86   | 映画監督                       |
| 5月  | 11日 | 夏八木勲                           | 日本の旗             | 73   | 俳優                           |
| 5月  | 18日 | アレクセイ・バラバノフ             | ロシアの旗           | 54   | 映画監督                       |
| 5月  | 31日 | ジーン・ステイプルトン             | アメリカ合衆国の旗   | 90   | 女優                           |
| 6月  | 3日  | ジア・カーン                       | インドの旗           | 25   | 女優                           |
| 6月  | 4日  | 長門勇                             | 日本の旗             | 81   | 俳優                           |
| 6月  | 5日  | 石森達幸                           | 日本の旗             | 81   | 声優                           |
| 6月  | 5日  | 塩屋俊                             | 日本の旗             | 56   | 俳優・映画監督                 |
| 6月  | 6日  | エスター・ウィリアムズ             | アメリカ合衆国の旗   | 91   | 女優                           |
| 6月  | 13日 | 内海賢二                           | 日本の旗             | 75   | 声優                           |
| 6月  | 19日 | ジェームズ・ガンドルフィーニ       | アメリカ合衆国の旗   | 51   | 俳優                           |
| 6月  | 23日 | リチャード・マシスン               | アメリカ合衆国の旗   | 87   | 作家・脚本家                   |
| 6月  | 25日 | ラウ・カーリョン                   | 香港の旗             | 78   | 俳優・映画監督                 |
| 7月  | 13日 | コリー・モンティス                 | カナダの旗           | 31   | 歌手・俳優                     |
| 7月  | 18日 | 兼子勲                             | 日本の旗             | 75   | 元・日本航空代表取締役会長     |
| 7月  | 22日 | デニス・ファリーナ                 | アメリカ合衆国の旗   | 69   | 俳優                           |
| 7月  | 25日 | ベルナデット・ラフォン             | フランスの旗         | 74   | 女優                           |
| 7月  | 28日 | アイリーン・ブレナン               | アメリカ合衆国の旗   | 74   | 女優                           |
| 7月  | 31日 | マイケル・アンサラ                 | アメリカ合衆国の旗   | 91   | 俳優                           |
| 7月  | 31日 | 平山亨                             | 日本の旗             | 84   | 映画監督、テレビプロデューサー |
| 8月  | 8日  | カレン・ブラック                   | アメリカ合衆国の旗   | 74   | 女優                           |
| 8月  | 14日 | リサ・ロビン・ケリー               | アメリカ合衆国の旗   | 43   | 女優                           |
| 8月  | 15日 | オーガスト・シェレンバーグ         | カナダの旗           | 77   | 俳優                           |
| 8月  | 15日 | ペク・ウォンギル                   | 大韓民国の旗         | 40   | 俳優、演出家                   |
| 8月  | 18日 | 梶田興治                           | 日本の旗             | 89   | 映画プロデューサー             |
| 8月  | 20日 | テッド・ポスト                     | アメリカ合衆国の旗   | 95   | 映画監督                       |
| 8月  | 23日 | ギルバート・テイラー               | イギリスの旗         | 99   | 撮影監督                       |
| 8月  | 23日 | 珠めぐみ                           | 日本の旗             | 63   | 女優                           |
| 8月  | 24日 | ジュリー・ハリス                   | アメリカ合衆国の旗   | 87   | 女優                           |
| 8月  | 31日 | 五味龍太郎                         | 日本の旗             | 80   | 俳優                           |
| 9月  | 9日  | ソール・ランドー                   | アメリカ合衆国の旗   | 77   | ドキュメンタリー映画監督       |
| 9月  | 9日  | 亀井三郎                           | 日本の旗             | 75   | 俳優、声優                     |
| 9月  | 12日 | オットー・ザンダー                 | ドイツの旗           | 72   | 俳優                           |
| 9月  | 18日 | リチャード・C・サラフィアン        | アメリカ合衆国の旗   | 83   | 映画監督                       |
| 9月  | 19日 | 山内溥                             | 日本の旗             | 85   | 任天堂相談役                   |
| 9月  | 21日 | 石田太郎                           | 日本の旗             | 69   | 俳優、声優                     |
| 10月 | 1日  | ジュリアーノ・ジェンマ             | イタリアの旗         | 75   | 俳優                           |
| 10月 | 5日  | カルロ・リッツァーニ               | イタリアの旗         | 91   | 映画監督                       |
| 10月 | 7日  | パトリス・シェロー                 | フランスの旗         | 68   | 映画監督、脚本家、俳優         |
| 10月 | 10日 | ダニエル・デュヴァル               | フランスの旗         | 68   | 俳優                           |
| 10月 | 10日 | 檀臣幸                             | 日本の旗             | 50   | 俳優、声優                     |
| 10月 | 16日 | エド・ローター                     | アメリカ合衆国の旗   | 74   | 俳優                           |
| 10月 | 24日 | アントニア・バード                 | イギリスの旗         | 54   | 映画監督                       |
| 10月 | 25日 | ナイジェル・ダヴェンポート         | イギリスの旗         | 85   | 俳優                           |
| 10月 | 25日 | ハル・ニーダム                     | アメリカ合衆国の旗   | 82   | 映画監督、スタントマン         |
| 11月 | 8日  | 島倉千代子                         | 日本の旗             | 75   | 歌手                           |
| 11月 | 13日 | 相生千恵子                         | 日本の旗             | 78   | 女優                           |
| 11月 | 23日 | 井上晃一                           | 日本の旗             | 46   | テレビディレクター、映画監督   |
| 11月 | 26日 | トニー・ムサンテ                   | アメリカ合衆国の旗   | 77   | 俳優                           |
| 11月 | 30日 | ユーリー・ヤコヴレフ               | ロシアの旗           | 85   | 俳優                           |
| 11月 | 30日 | ポール・ウォーカー                 | アメリカ合衆国の旗   | 40   | 俳優                           |
| 12月 | 2日  | クリストファー・エヴァン・ウェルチ | アメリカ合衆国の旗   | 48   | 俳優                           |
| 12月 | 7日  | エドゥアール・モリナロ             | フランスの旗         | 85   | 映画監督                       |
| 12月 | 7日  | すまけい                           | 日本の旗             | 78   | 俳優                           |
| 12月 | 9日  | エリノア・パーカー                 | アメリカ合衆国の旗   | 91   | 女優                           |
| 12月 | 10日 | ロッサナ・ポデスタ                 | イタリアの旗         | 79   | 女優                           |
| 12月 | 12日 | トム・ローリン                     | アメリカ合衆国の旗   | 82   | 俳優・映画監督                 |
| 12月 | 14日 | ピーター・オトゥール               | アイルランドの旗     | 81   | 俳優                           |
| 12月 | 15日 | ジョーン・フォンテイン             | アメリカ合衆国の旗   | 96   | 女優                           |
| 12月 | 15日 | 築地容子                           | 日本の旗             | 82   | 歌手、女優                     |